# بييرو تاروفي
بييرو تاروفي (بالإيطالية: Piero Taruffi)‏ مواليد 12 أكتوبر 1906، كان سائق فورملا 1 إيطالي سابق كان قد بدأ مسيرته الاحترافية سنة 1950. كان أول سباق له هو جائزة إيطاليا الكبرى 1950. خاض خلال مسيرته 19 سباقاً، فاز في 1 منها.

## سباقات شارك فيها
- لو مان 24 ساعة
- بطولة العالم للسيارات الرياضية

## روابط خارجية
- بييرو تاروفي على موقع IMDb (الإنجليزية)
- بييرو تاروفي على موقع Racing-Reference.info (الإنجليزية)
- بييرو تاروفي على موقع DriverDB.com (الإنجليزية)